# Moro (Papouasie-Nouvelle-Guinée)
Pour les articles homonymes, voir Moro.
Moro est un district du nord de la Papouasie-Nouvelle-Guinée, dans la région de Madang. En 2016, sa population est de 6 310 129 habitants,.